# General Atomics YFQ-42
General Atomics YFQ-42 je perspektivní americký bojový dron vyvíjený společností General Atomics Aeronautical Systems. Dron má být schopen vzdušného boje, což vyjadřuje i jeho označení, kde „F“ znamená stíhací letoun a „Q“ bezpilotní letoun. Ve službě má spolupracovat s pilotovanými bojovými letouny i působit samostatně. Podrobnější informace o jeho konstrukci a výkonech nebyly zveřejněny.

## Historie
Dron je vyvíjen v první fázi Increment 1 modernizačního programu amerického letectva Collaborative Combat Aircraft (CCA). Součástí CCA je kromě něj rovněž druhý bojový dron Anduril YFQ-44. Cílem je stroj schopný spolupráce s americkými bojovými letouny F-35 Lightning II i F-22 Raptor i s perspektivními stíhacími letouny nové generace Boeing F-47. Kromě samotného technického vývoje to bude vyžadovat i náročné testování, vývoj strategie nasazení a výcvik personálu.
YFQ-42 patří do rodiny dronů společnosti General Atomics označených Gambit a zároveň je odvozen od experimentálního dronu General Atomics XQ-67A, který uskutečnil první let roku 2024. Dne 1. května 2025 letectvo informovalo o zahájení pozemních zkoušek YFQ-42 a YFQ-44. První let prototypu YFQ-42 je plánován na rok 2025.

## Konstrukce
Dron má ocasní plochy do „V“. Součástí jeho výzbroje mají být řízené střely AIM-120 AMRAAM. Pro zachování schopností stealth budou neseny v pumovnici. Letoun pohání jeden proudový motor. Vstup vzduchu se nachází na hřbetě trupu.